# فیزیولوژی قلبی‌عروقی
فیزیولوژی قلبی‌عروقی یا فیزیولوژی کاردیوواسکولار در زیرشاخه شناخت دستگاه گردش خون قرار می‌گیرد. به گفتاری دیگر٬ شناخت فیزیولوژیک مربوط به قلب و رگ‌های خونی است.

## زیرفصل
بسیاری از مباحث مربوط به فیزیولوژی قلب و عروق در هم تنیده شده‌اند. در زیر به‌طور اشاره به نمونه‌هایی از زیرفصل‌های فیزیولوژیک مربوطه اشاره شده‌است.
- میزان تپش قلب
- سیستم هدایت الکتریکی قلب
  - نوار قلب
- نمودار فشار حجم
- سیستم رنین-آنژیوتانسین
  - رنین (آنزیم)
  - آنژیوتانسینوژن
- فشار خون
  - فشار سیاهرگ مرکزی

## جریان گردش خون
| زیربخش گردش خون           | سهم خون از خروجی قلب | تنظیم خودکار در پاسخ به کمبود | پرفیوژن      | توضیح عملکرد |
| گردش خون ریوی             | ۱۰۰% (بدون اکسیژن)   |                               |              | انقباض عروق در پاسخ به هیپوکسی |
| گردش خون مغزی             | ۱۵%                  | شدید                          | پرفیوژن کم   | حجم ثابت به معنی عدم تحمل فشار بالا و نیز کمترین تحمل در برابر نبود اکسیژن. |
| سرخرگ کرنری               | ۵%                   | شدید                          | پرفیوژن کم   | کمترین تحمل در برابر نبود اکسیژن. کرونر چپ در هنگام دیاستول بیشترین مقدار خون را به خود اختصاص می‌دهد(برخلاف سایر گردش سیستمیک, که بیشترین میزان خون را در هنگام سیستول به خود اختصاص می‌دهند.) |
| گردش احشائی               | ۱۵%                  | ضعیف                          |              | افزایش جریان در زمان گوارش. |
| گردش خون کبدی             | ۱۵%                  |                               |              | بخشی از سامانه سیاهرگی پورتال, در نتیجه با فشار اسمزی پایین. |
| گردش خون کلیوی            | ۲۵%                  | شدید                          | پرفیوژن بالا | نگهداری نرخ پالایش گلومری در کلیه |
| گردش خون عضلانی           | ۱۷%                  |                               |              | افزایش چشمگیر در هنگام فعالیت بدنی. |
| گردش خون پوست circulation | ۲%                   |                               | پرفیوژن زیاد | کاربرد در تنظیم دمایی. تحمل بالا در برابر کمبود اکسیژن. |